# خرس‌سگ
خرس‌سگ (نام علمی: Arctocyon) نام یک سرده از تیره خرس‌سگان است.